# Металлург (футбольный клуб, Запорожье)
«Металлу́рг» (укр. «Металу́рг») — футбольный клуб из города Запорожье, существовавший в 1935—2018 гг. Домашние матчи проводил на стадионе «Славутич-Арена».

## История клуба

### Ранние годы
Официальным днём основания команды считается 2 мая 1935 года. В этот день на стадионе имени Антипова встретились команды строителей Запорожстали и паровозо-ремонтного завода. Игра завершилась со счетом 1:2. В середине 1930-х годов, когда завод Запорожсталь выделился из структуры Днепрокомбината в самостоятельное предприятие. В некоторых цехах были созданы футбольные команды, которые стали разыгрывать между собой первенство завода. Лучшие игроки вошли в состав сборной команды «Сталь», которая представляла завод в различных соревнованиях.
Цвета «Запорожстали» защищали Пономарёв, Бороденчик, Швачка, Акопянц, Атос, Тищенко, Сильванов (позже играл в команде мастеров одесского «Пищевика»), также вратарь Близнюк и защитник Шереметьев, которые многократно включались в сборную города. Тренировал заводскую команду бывший командующий николаевского «Судостроителя» Борис Войтенко.
В 1935 году запорожский окружной совет физкультуры придал «Стали» статус основной команды города. «Сталь» часто участвовала в товарищеских матчах с командами, участвовавшими в чемпионатах СССР. В 1938 году «Сталь» сыграла в ничью во встрече с московским «Спартаком».

### Советская эра
После Великой Отечественной войны в 1946 году вместе с предприятием возродилась и команда «Сталь», первые успехи к которой пришли только через три года. В 1949 году после неудачного выступления «Локомотива» в чемпионате СССР встал вопрос о необходимости возрождения запорожского футбола. В конце октября команда «Запорожстали», получила новое имя — «Металлург».
Начиная с 1950 года «Металлург» играет в первенстве республики и три года подряд выходит в финал, где ведёт борьбу с другими победителями зон за путёвку в класс «Б». В 1952 году завоёвывает звание чемпиона Украины. Кроме золотых медалей «Металлург» получает статус команды мастеров и право участвовать в первенстве СССР.
Также запорожцы успешно играли и в Кубке Украины, в 1951 году и 1952 году, выигрывая главный приз. Кроме этого в 1951 году они выигрывают ещё три кубка — города, области, и ЦС ДСО «Металлург». В 1950 году «Металлург» дебютирует в Кубке СССР. В 1/64 финала он крупно выигрывает у «Локомотива» из Петрозаводска — (5:0). На следующем этапе команда проигрывает (2:3) сталинградскому «Торпедо».
Дебют «Металлурга» во втором дивизионе советского футбола состоялся 2 мая 1953 года в Сталинграде в матче с местными «Торпедо» (2:3).
В целом команда провела успешный сезон — в итоговой таблице III зоны клуб занял третье место.
С 1953 по 1962 год, «Металлург» был неизменным участником первенства СССР в классе «Б». В 1960 году он занимает первое место в зоне и в финальных матчах завоевывает звание чемпиона Украины. Дважды запорожцы становились вторыми (1958, 1962) и трижды третьими (1953, 1954, 1956). Первая серьёзная попытка прорваться в высший класс была предпринята в 1956 году. На финише сезона, имея наибольшее число побед (21), «Металлург» набрал лишь на одно очко меньше победителей зоны — минского «Спартака», который затем успешно провёл финальные игры и вошёл в класс «А».
Буквально в одном шаге от высшей лиги «Металлург», который возглавлял Чуркин, был и в 1960 году. Команда на самом финише опередила одесский СКА и заняла в зональном турнире первое место.
В борьбе за звание чемпиона Украины запорожцы встретились с победителями другой зоны — николаевским «Судостроителем». Первый матч «Металлург» выиграл со счётом (6:2), второй закончился вничью (0:0).
В переходных играх с донецким «Шахтёром» за право играть в классе «А» «Металлург» один матч проиграл (0:2), а второй выиграл (1:0). В соответствии с регламентом должен был состояться третий поединок. Но Федерация футбола внесла коррективы в положение о розыгрыше. Третий матч не состоялся и в высшем эшелоне советского футбола, за счёт лучшей разницы забитых и пропущенных мячей остались горняки.
За годы выступлений в классе «Б» (1953—1962), «Металлург» провёл в чемпионате СССР 306 матчей (152 победы, 71 ничья, 83 поражения).
В 1963 году, выступая во второй лиге советского футбола, «Металлург», занял четвёртое место в зоне. В 1967 году запорожцы лишь на одно очко отстали от киевского ЦСКА в зональном турнире. В турнире команд, оспаривавших 4-6 места, «Металлург» вышел победителем и стал четвёртой командой второй группы в классе «А».
В конце 1969 года — начале 1970 года, в команду пришла молодёжь, вместе с опытными игроками команды они создали боеспособный коллектив. «Металлург» с первых же туров захватил лидерство и после 34 тура опережал ближайшего преследователя на 9 очков. «Металлургу» удалось единолично лидировать весь турнир и задолго до его окончания обеспечить себе путёвку в первую лигу класса «А». «Металлург» порадовал любителей футбола высокой результативностью: за сезон в ворота соперников было забито 73 мяча, за это команда была награждена «Рубиновым кубком» республиканской газеты «Молодь Украины».
4 апреля 1971 года, принимая на своем поле футболистов ивановского «Текстильщика», клуб сыграл свой первый матч в первой лиге. Дебют оказался неудачным для запорожцев. Уже на 6 минуте нападающий гостей Шуляков забил мяч в ворота команды, этот счёт сохранился до конца встречи.
Несмотря на неудачное начало, «Металлург» в сезоне 1971 года добился наилучшего результата за все годы выступления в первой лиге. В итоговой таблице команда заняла четвёртую позицию.
Дважды, под руководством Александра Томаха, запорожцы занимали пятые места, в 1983 и 1984 годах. В начале 1989 года под руководством опытного организатора и хозяйственника заслуженного тренера УССР Геннадия Жиздика, в Запорожье был создан первый в первой лиге ведомственно-территориальный хозрасчётный клуб. В 1990 году с тренером Игорем Надеиным, опытным Игорем Наконечным и Сергеем Волгиным и молодыми Юрием Дудником и Виктором Скрипником, «Металлург» финишировал на третьем месте в первой лиге СССР, которое дало право в 1991 году играть в высшей лиге.
В 1991 году осуществилась давняя мечта запорожских болельщиков — «Металлург» вошёл в элиту советского футбола. Уже в первом матче футболисты «Металлурга» доказали, что могут на равных играть с грандами советского футбола, победив «Спартак» со счётом (2:1). В числе поверженных в этом сезоне оказались «Динамо (Киев)», а также минское «Динамо», московский «Локомотив» и «Днепр».
Главную задачу, закрепиться в высшей лиге команда выполнила, заняв 13 место. Но чемпионат СССР 1991 года оказался последним в истории СССР. Украина стала проводить собственный чемпионат. Запорожская команда была включена в высшую лигу Украины.

### 1991—2000

Казак — персонаж-талисман футбольного клуба

Команда в первом чемпионате Украины заняла в группе «А» только 5 место, пропустив вперед симферопольскую «Таврию», донецкий «Шахтёр», одесский «Черноморец» и запорожское «Торпедо».
Во втором чемпионате Украины по результатам первого круга команда расположилась на 9 месте. Второй круг команда начала с новым наставником — Янисом Скределисом, укрепившего команду двумя соотечественниками — Кириллом Вараксиным и Евгением Горячиловым. Однако латвийский специалист после зимнего перерыва сумел вывести команду лишь на 7 место.
Третий чемпионат остался одним из самых неудачных для «Металлурга». Уже после 8 тура был освобожден Янис Скределис, которого сменил Григорий Вуль. Однако запорожскому специалисту не удалось стабилизировать игру «Металлурга» и после первой половины чемпионата команда числилась в рядах аутсайдеров, занимая последнее, 18 место в таблице. В роли спасителя выступил Анатолий Куксов, занявший место главного тренера в зимнее межсезонье. Под руководством нового тренера запорожцы финишировали на 16 месте.
Старт четвёртого чемпионата ознаменовался слиянием двух запорожских команд. Начав сезон не очень удачно уже после 7 тура команда объединилась с одним из лидеров второй лиги частным футбольным клубом «Виктор». Возглавивший «Металлург» Александр Томах привёл с собой из «Виктора» 10 футболистов. Тогда в составе «Металлурга» дебютировали такие футболисты как Валентин Полтавец, Иван Богатырь, Максим Тищенко, Михаил Поцхверия. Клубу с 43 очками удалось занять 9 место в итоговой таблице.
В пятом чемпионате (1995/1996) «Металлург» шагнул сразу на 4 ступеньки вверх, заняв на финише рекордное 5 место.
В 6 чемпионате (1996/1997произошло сокращение команд с 18 до 16 клубов. Набранный в предыдущем первенстве темп запорожцам сохранить не удалось. По итогам чемпионата команда заняла только 8 место, набрав 41 очко. «Металлург» запомнился выездной победой над будущим чемпионом киевским «Динамо» и домашним разгромом симферопольской «Таврии» со счётом (8:1).
В 7 чемпионате (1997/98) «Металлург» сделал шаг назад по сравнению с прошлым сезоном. В зимнее межсезонье команду со скандалом покинул квартет молодых игроков в составе Крипака, Каряки, Ильченко и Олейника, которые перешли в киевский ЦСКА. Вслед за четверкой ушёл с тренерского мостика и Александр Томах, место которого занял Александр Штелин. Под руководством нового тренера команда поднялась на 9 место, набрав в итоге 37 очков.
Восьмой чемпионат запорожцы начали удачно, со старта занимая второе место в таблице вслед за «Динамо». В весенней части после двух поражений на старте второго круга был отправлен в отставку Александр Штелин. Заменивший его Мирон Маркевич финишировал с «Металлургом» на 8 месте, набрав в итоге 42 очка.
В девятом чемпионате «Металлург» сыграл достаточно стабильно, набрав 44 очка, лишь по соотношению личных встреч, команда осталась на 6 месте, пропустив вперед харьковский «Металлист». Усилили игру запорожцев пришедшие в команду защитники Александр Чижевский и Юрий Беньо, полузащитник Александр Спивак, экс-нападающий запорожского «Торпедо» Роман Бондаренко и первый легионер в истории «Металлурга» сербский форвард Ацо Василевич. Была одержана убедительная победа над днепропетровским «Днепром» (6:1) и оформлена беспроигрышная серия из семи матчей.

### 2000—2010

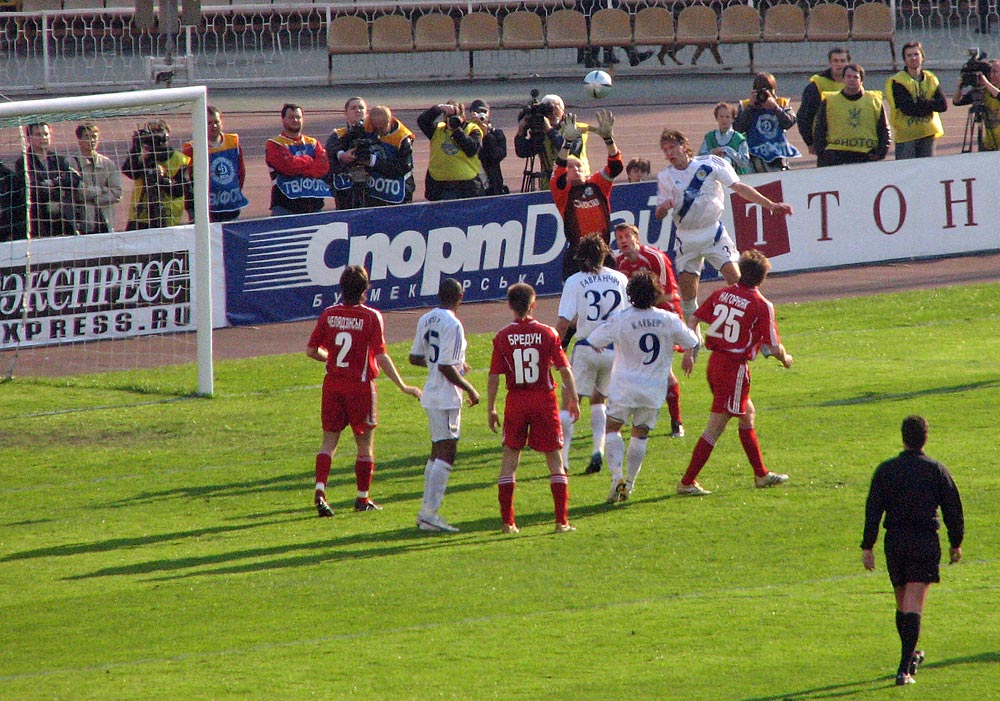
В финале Кубка Украины 2 мая 2006 года в матче против киевского «Динамо»

10 чемпионат Украины (2000/01) «Металлург» начал с четырёх поражений подряд в стартовых турах. В летнее межсезонье Мирон Маркевич затеял кадровую «революцию» в команде, избавившись от футболистов, определявших игру команды в последние годы. Уехал в днепропетровский «Днепр» Валентин Полтавец, в донецкий «Шахтёр» перешёл Вячеслав Шевчук, заключил контракт с «Зенитом» из Санкт-Петербурга Александр Спивак, покинул команду Роман Бондаренко. К тому же в начале сезона получил травму и выбыл почти на год форвард Ацо Василевич. Пополнившие команду опытные игроки Сергей Ковалец, Олег Матвеев, а также румынские легионеры Ионел Пирву и Даниэль Бастон не сразу нашли общий язык с новыми партнерами. Команда с трудом преодолела кризис и заняла 8 место на финише чемпионата, но это не удовлетворило руководство клуба, и за два тура до окончания чемпионата команду возглавил Владимир Атаманюк.
Старт 11 чемпионата едва не стал повторением предыдущего. Поражение в первом туре на своем поле от донецкого «Металлурга» со счётом (0:3) и выездная неудача во Львове в игре с «Карпатами» (0:1) стоили места главного тренера Владимиру Атаманюку. Команду возглавил Олег Таран. Первый круг команда закончила на 6 месте, показав уверенную игру в обороне и пропустив в 11 матчах под руководством нового тренера всего 7 мячей. Но в атаке команда не блистала, в зимнее межсезонье в команду пришли шесть игроков. Существенную помощь команде во втором круге оказали Ираклий Модебадзе и Алексей Савинов. Во многом благодаря усилиям воспитанников запорожского футбола команда сумела занять четвёртое место в чемпионате и впервые в своей истории получила право представлять Украину в розыгрыше Кубка УЕФА сезона 2002/03.

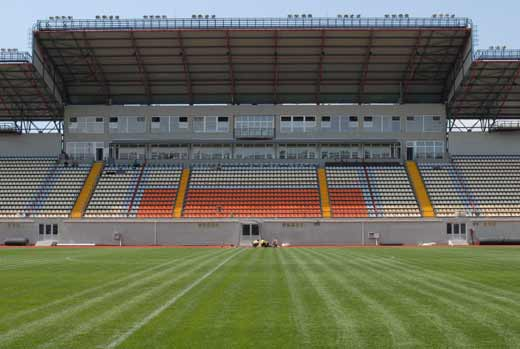
Славутич Арена

Начало 12 чемпионата Украины (2002/03) прошло под знаком подготовки к старту в Кубке УЕФА. Команда начала усиление состава. В клуб пришли Вишевич, Милосавлевич и Брданин, а также бразильцы Фабио, Толедо и Матеус. После четырёх туров команда занимала последнюю строчку в турнирной таблице и лишь в пятом туре одержала долгожданную победу со счётом (1:0) над луцкой «Волынью».
В Кубке УЕФА команда стартовала с победы в первом матче квалификационного раунда в Днепропетровске (городской стадион в то время находился в стадии реконструкции) мальтийскую «Биркиркару» (3:0). Первый еврокубковый гол «Металлурга» забил воспитанник клубной школы Армен Акопян. В ответном матче была зафиксирована нулевая ничья, которая вывела запорожцев на английский «Лидс Юнайтед». После ответной игры с мальтийцами команду неожиданно покинул Олег Таран. Готовить команду к поединкам украинского чемпионата и матчам 1/64 розыгрыша Кубка УЕФА было доверено Олегу Луткову. Несмотря на разницу в классе «Металлург» достойно сражался с соперником, уступив на выезде (0:1) и сыграв вничью (1:1) (гол забил Модебадзе) в Днепропетровске.
В чемпионате Украины в 13 туре после поражения от «Днепра» на своем поле (0:2), команда попала на предпоследнее место, а пост главного тренера занял Игорь Надеин. Однако опытный специалист продержался у руля команды всего две игры, в зимний перерыв «Металлург» возглавил Иван Каталинич. Хорватскому тренеру не удалось спасти команду от расставания с высшей лигой. Набрав 26 очков «Металлург» оказался на предпоследнем месте и распрощался с высшим дивизионом. Но летом случилось банкротство ФК «Александрии» и по решению совета Бюро ПФЛ «Металлург» занял место александрийцев в Высшей лиге.
К 13 чемпионату Украины (2003/04) «Металлург» готовился сначала под руководством Игоря Надеина, но ближе к старту чемпионата команду принял Михаил Фоменко. Стартовали запорожцы неудачно, в первом же туре потерпев разгромное поражение на своем поле от донецкого «Шахтёра» (0:3), впоследствии наставнику удалось стабилизировать игру и первый круг команда завершила на 10 месте. В межсезонье руководство клуба затеяло «революцию». Михаил Фоменко распрощался с командой, на его место встали белорусские специалисты Анатолий Юревич и Олег Кононов. В середине второго круга тренерский состав укрепился Сергеем Боровским, наставники смело начали доверять место в основном составе воспитанникам местной школы, однако эксперимент не принес особых достижений. На финише запорожцы с 32 очками оказались всего лишь на 11 месте, а в межсезонье команду возглавил Валерий Яремченко.
С приходом нового наставника особых изменений в составе не произошло. Единственным именитым новичком оказался Юрий Максимов.
14 чемпионат Украины «Металлург» начал с пяти ничейный результатов и поражения на своем поле от «Металлиста» (1:4). Тогда в команду пришли Сергей Попов и латвийский сборник Валентин Лобанёв. Опытные игроки усилили оборону, но в атаке у команды ничего не получалось. В итоге первый круг команда завершила на 12 месте. После зимнего перерыва состав «Металлурга» пополнили ещё три представителя донецкого «Шахтёра» — Бредун, Кривенцов и Флоря, а также албанский легионер Бледи Шкемби. К концу чемпионата команда сумела добыть 35 очка и заняла 10 место в таблице.
15 чемпионат Украины (2005/06) «Металлург» начал со смены тренера. После поражения в 3 туре от «Днепра» со счётом 0:3 подал в отставку Валерий Яремченко. На роль главного тренера команды пригласили Вячеслава Грозного, который сначала числился консультантом, а до конца чемпионата исполняющим обязанности главного тренера. Вместе с Грозным в «Металлург» пришли — Нагорняк, Кутарба, Митрески, Аристархов, которые вместе с арендованным у «Шахтёра» Чигринским, а также Акопяном, Анджелковичем и Тасевски составили костяк новой команды. К зимнему перерыву команда выбралась из низов турнирной таблицы и также вышла в полуфинал Кубка Украины.
Однако в зимний период Вячеславу Грозному пришлось создавать практически новую команду. Установив рекорд выступлений за «Металлург» в украинском чемпионате (215 игр) перешёл на тренерскую работу Игорь Лучкевич, решил продолжить карьеру в донецком «Металлурге» Армен Акопян, уехал в Израиль Игор Митрески, вернулся в «Шахтёр» Дмитрий Чигринский, получил травму и отправился домой в Сербию на лечение Миодраг Анджелкович. Перед пополнением в лице 14 новых игроков были поставлены две задачи: сохранить прописку в высшей лиге и через Кубок Украины во второй раз в пробиться в Кубок УЕФА. Обе задачи были успешно выполнены к концу апреля, в полуфинале Кубка по суме двух встреч был обыгран мариупольский «Ильичёвец», в чемпионате Украины команда выдала серию из четырёх побед подряд.
2 мая 2006 года на НСК «Олимпийский» запорожцы впервые в истории играли в финале Кубка Украины. Команда имела несколько возможностей для взятия ворот, но пропустив мяч на первой минуте второго тайма до конца встречи так и не смогли отыграться. В итоговой таблице «Металлург» с 39 очками расположился на 8 месте.
В 16 чемпионате Украины «Металлург» занял 7 место. В 30 играх команда набрала 40 очков, одержала 10 побед, 10 матчей сыграла вничью и потерпела 10 поражений.
В летнее межсезонье произошли изменения на тренерском мостике — место Вячеслава Грозного занял его помощник Сергей Ященко. Вслед за Грозным коллектив покинули большинство игроков, которые играли в основе команды. Под руководством донецкого специалиста команда установила собственный антирекорд украинских чемпионатов — 8 стартовых матчей без побед. Во второй половине первого круга игру команды удалось стабилизировать и в середине чемпионата «Металлург» с 16 очками занимал 12 место. В Кубке Украины команда также не добилась особых успехов, проиграв в 1/16 финала «Крымтеплице» по пенальти 2:4 (основное время 2:2). В Кубке УЕФА «Металлург» по итогам первых двух встреч прошёл кишинёвский «Зимбру» (0:0 в гостях и 3:0 дома), а затем едва не стал автором сенсации в равной борьбе пропустив в групповой турнир греческий «Панатинаикос» (1:1 в гостях и 0:1 дома).
Второй круг «Металлург» сыграл намного удачнее, после 22 тура на посту главного тренера Анатолия Чанцева. Укрепили защиту, пришедший из минского «Динамо» Ян Тигорев и семнадцатилетний воспитанник клуба Тарас Степаненко.
Седьмое место команды стало лучшим достижением за последние пять лет. Всего в 16 чемпионате Украины тренеры «Металлурга» задействовали 37 футболистов, 18 из которых являются воспитанниками запорожского футбола.
Впервые за последние несколько сезонов «Металлург» обошёлся без перемен у руля команды, так произошло в 17-м чемпионате. Команда набирала очки, что позволило ей достаточно долго держаться в первой пятерке. Однако ближе к середине чемпионата в игре клуба наметился спад. «Металлург» повторил собственный антирекорд украинских чемпионатов, выдав пять проигрышей подряд. К неудачам добавился и вылет из Кубка Украины в 1/16 финала команда уступила в дополнительное время «Таврии» (0:1). Несколько удачных матчей в ноябре позволили клубу закончить осеннюю часть сезона на 7 месте.
Зимний антракт ознаменовался уходом из команды одного из её лидеров — Дато Квирквелии. Уже по ходу второй части сезона клуб покинули ветераны. В то же время в команде появился и новичок Роман Луценко.
Весной запорожцы начали побеждать, но вскоре команду постиг кризис, вылившийся в серию поражений. «Металлургу» хватило очкового запаса для того, чтобы сохранить прописку в высшей лиге. В последних турах запорожцы наигрывали молодёжь, в результате финишировали на 9 месте.
В 2008 году и в июне 2009 года заявлено о возможной смене названия клуба.
В 2009 году на тренерском мостике Металлурга началась смена тренеров — в течение первого круга сезона 2009—2010 главными тренерами были Лутков, Ходус, Чанцев, снова Ходус, Григорчук, снова Ходус и снова Григорчук. «Металлург» в сезоне 2009\2010 занял лишь 9-е место.

### 2010—2016
Первую часть сезона 2010/11 «Металлург» провёл крайне неудачно, заняв последнее место. В зимнее межсезонье команду оставили лидеры — Дмитрий Невмывака, Владимир Аржанов, Владимир Полевой, на замену которым пришли легионеры из Бразилии. Единственным достижением команды в сезоне стали домашние ничьи с киевским «Динамо» и донецким «Шахтёром». Итогом 2010/11 стало последнее место в чемпионате и впервые в своей истории клуб вылетел в Первую лигу.
В чемпионате первой лиги 2011/12 команда Сергея Зайцева долгое время боролась за первую строчку с ужгородской «Говерлой-Закарпатьем». Однако спад в весенней части первенства не только позволил «Закарпатью» оторваться от запорожцев и досрочно стать победителями турнира, но и сократил до минимума отрыв от третьей команды, ФК «Севастополь». Перед очной встречей «Металлурга» и «Севастополя», случившейся в 33-м туре, преимущество запорожцев составляло 2 балла. Матч, проходивший в Крыму при неоднозначном судействе, завершился победой «Севастополя» со счётом 2:1, при этом победный гол форвард «моряков» Сергей Кузнецов забил рукой. По итогам этой игры запорожцы обратились с рядом открытых писем к руководству украинского футбола, требуя переигровки. Соперники в итоге набрали одинаковое число очков, но благодаря лучшей разнице забитых и пропущенных мячей «Металлург» занял второе место, что позволило вернуться в премьер-лигу.
С 13 июня 2012 года ФК «Металлург» был передан в управление новому собственнику. Информационный ресурс «Запорожье. Комментарии» назвал новым владельцем Александра Богуслаева, сына Вячеслава Богуслаева. Смена владельца повлекла за собой смену президента клуба, Андрея Курганского. Его преемник на посту президента, Сергей Мамон организовал сборы, однако после окончания сборов он подал в отставку. Новым президентом клуба стал Виталий Гончаров, а исполняющим обязанности главного тренера стал Анатолий Бузник. Однако через два дня после назначения, 13 июля Анатолий Бузник покинул команду вместе с помощником Виктором Догадайло и игроками — Виталием Ревой, Русланом Бидненко, Александром Кочурой и Андреем Запорожаном. В первом матче сезона «Металлурга» руководили игрой с тренерской скамьи Владимир Хохлов, Игорь Лучкевич и Виктор Жук. 24 июля 2012 главным тренером был назначен Сергей Ковалец, а уже 6 сентября главным тренером стал Виталий Кварцяный, проработавший до конца 2012 года. После этого до конца сезона главным тренером был Сергей Зайцев. По итогам сезона 2012/13 команда заняла последнее 16-е место, но в связи с финансовыми трудностями команд-победителей Первой лиги, сохранили своё место в высшем эшелоне украинского футбола. 10 июня 2013 новым главным тренером стал Сергей Пучков, а 28 октября главным тренером был назначен Олег Таран. Сезон 2013/14 команда закончила ненамного лучше предыдущего, заняв 14-е место (при этом с чемпионата снялся киевский «Арсенал»).

### Расформирование
8 сентября 2015 года было объявлено об остановке финансирования клуба собственниками с 1 октября того же года ввиду отсутствия экономической целесообразности дальнейшего развития и предложено всем желающим взять «Металлург» под своё шефство на любых условиях. 1 октября запорожский клуб направил официальное письмо в Премьер-лигу о снятии с чемпионата и, соответственно, невозможности проведения ближайшего матча 10-го тура сезона 2015/16 3 октября против донецкого «Олимпика» ввиду финансовой ситуации, на что получил в ответ просьбу пересмотреть данное решение и рассмотреть возможность проведения поединка, а дальнейшую судьбу определить уже после, при содействии всех заинтересованных в данном вопросе сторон, на что было получено согласие президента клуба Андрея Шевчука.
8 декабря 2015 года стало известно, что «Металлург» в связи с процессом ликвидации клуба покинули 16 футболистов, 9 из которых в сезоне 2015/16 выступали за основной состав. 14 декабря сотрудникам клуба были вручены обходные листы работников, увольняющихся с предприятия, после заполнения которых выдавались трудовые книжки. Официально увольнения проходили по пункту 1 статьи 40 КЗоТ Украины по сокращению штата работников. 18 декабря на сессии Запорожского облсовета представители фан-движения «Металлурга», работники областной федерации футбола и сотрудники клуба и его школы обратились к региональным законодателям с просьбой создать депутатскую комиссию во главе с новым председателем облсовета Григорием Самардаком по спасению «Металлурга» и его ДЮСШ. В комиссию попросили включить и первых лиц города и области, представителей ведущих предприятий региона, местной федерации футбола, клуба и фан-движения, а также предложили изучить вопрос и подготовить предложение относительно дальнейшей судьбы команды в течение 10 дней. В ответ Григорий Самардак заверил, что облсовет обязательно займётся проблемой «Металлурга», и пообещал возглавить соответствующую комиссию. В январе 2016 года стало известно, что якобы некий американский инвестор хотел приобрести запорожский «Металлург», но не договорился с владельцем клуба, хотя инвестор собирался вкладывать 500 тысяч долларов в месяц, чтобы воспитывать футболистов для американской футбольной лиги.
18 марта 2016 года УПЛ исключила все команды запорожского «Металлурга» из всех официальных футбольных соревнований страны.

### Новый «Металлург»
В 2009 году в Запорожье Андреем Богатченко и партнёрами был основан клуб «Россо Неро». Своё название команда получила в честь пиццерии Богатченко, в которой и родилась идея поиграть в футбол своей командой. Первые два сезона «Россо Неро» играли в футзал, после чего перешли в футбол. В 2011 году команда завоевала Кубок Запорожья и праздновала победу в открытом чемпионате города по пляжному футболу. В 2012 году завоевала серебряные медали чемпионата по футболу «8х8». В 2014 году «красно-чёрные» одержали победу в чемпионате города, опередив на девять очков ближайшего конкурента, многолетнего чемпиона города — команду «Мотор». Это достижение вдохновило руководство команды на подачу документов на аттестацию во вторую лигу, что и было сделано в середине следующего года. Через несколько месяцев, когда начался процесс ликвидации «Металлурга», учредители «Россо Неро» заявляли о готовности взять старейший клуб города на свой балланс и пожертвовать проектом «Россо Неро» ради спасения «Металлурга», но сторонам договориться не удалось.
26 марта 2016 года в Запорожье состоялось заседание общественной организации «Металург назавжди», на котором было принято решение о переименовании «Россо Неро» в «Металлург». На том же заседании коллектив также принял клубную символику и цвета старого «Металлурга». С апреля того же года планировалось участие нового «Металлурга» в любительском чемпионате Украины, матчи которого команда должна была проводить на стадионе «Титан». Тренером команды являлся Василий Сторчак. 17 июня 2016 Металлург-Запорожье получил аттестат профессионального клуба и право выступать во Второй Лиге сезона 2016/2017.
Аттестационный комитет Федерации футбола Украины отказалась выдать «Металлургу» аттестат на участие в соревнованиях Второй лиги на сезон 2018/2019 из-за просрочки в подаче документов относительно места проведения домашних матчей, вызванной проблемами с домашней ареной. После того как была отклонена апелляция клуба, его руководство 6 июня 2018 года объявило о прекращении деятельности ФК «Металлург Запорожье».

## Достижения

### СССР
- Чемпионат УССР
  - Чемпион (2): 1952, 1960
- Кубок УССР
  - Обладатель (2): 1951, 1952
  - Финалист: 1950
- Вторая лига СССР
  - Чемпион: 1970

### Украина
- Кубок Украины
  - Финалист: 2005/06

## Спонсоры
| Годы      | Титульные спонсоры |
| --------- | ------------------ |
| 1935—2012 | / Запорожсталь     |
| 2016—2018 | UNIQA              |

## Форма
| Годы      | Производители формы |
| --------- | ------------------- |
| 2002—2006 | Lotto               |
| 2006—2009 | Adidas              |
| 2009—2013 | Nike                |
| 2013—2016 | Adidas              |
| 2016—2018 | Joma                |

### Цвета и символика
- Здесь представлена эволюция клубной формы «Металлурга» с момента основания и до сегодняшнего дня.

| 1935—1953     | 1953-1982     | 1982-1991     | 1991-2009     | 2009          | Сезон 2009/10 |
| Сезон 2010/12 | Сезон 2012/13 | Сезон 2013/14 | Сезон 2014/15 | Сезон 2015/16 | Сезон 2016/17 |

| Красный | Черный | Желтый |

## Эмблемы клуба

Бывшая эмблема

## Статистика выступлений

### СССР
| Сезон | Дивиз.      | Место | И  | В  | Н  | П  | ГЗ | ГП | О  | Кубок СССР  | Примечания                                     |
| ----- | ----------- | ----- | -- | -- | -- | -- | -- | -- | -- | ----------- | ---------------------------------------------- |
| 1985  | Первая лига | 13    | 38 | 16 | 8  | 14 | 49 | 52 | 40 | 1/64 финала | 7 место в группе Запад в Предварительном этапе |
| 1986  | Первая лига | 12    | 46 | 17 | 11 | 18 | 59 | 54 | 45 | 1/16 финала |                                                |
| 1987  | Первая лига | 9     | 42 | 14 | 12 | 16 | 54 | 53 | 40 | 1/8 финала  |                                                |
| 1988  | Первая лига | 17    | 42 | 12 | 13 | 17 | 30 | 43 | 36 | 1/32 финала |                                                |
| 1989  | Первая лига | 7     | 42 | 17 | 12 | 13 | 55 | 40 | 46 | 1/64 финала |                                                |
| 1990  | Первая лига | 3     | 38 | 19 | 14 | 5  | 58 | 30 | 52 | 1/16 финала |                                                |
| 1991  | Высшая лига | 13    | 30 | 9  | 7  | 14 | 27 | 38 | 35 | 1/64 финала |                                                |

### Украина
| Сезон   | Дивиз.       | Место | Игр | В  | Н  | П  | ГЗ | ГП | О  | Кубок Украины | Европа | Европа    | Примечания                   |
| ------- | ------------ | ----- | --- | -- | -- | -- | -- | -- | -- | ------------- | ------ | --------- | ---------------------------- |
| 1992    | Высшая лига  | 5     | 18  | 6  | 6  | 6  | 20 | 19 | 18 | 1/4 финала    |        |           | Кубок СССР 1/16 финала       |
| 1992-93 | Высшая лига  | 7     | 30  | 10 | 9  | 11 | 38 | 35 | 29 | 1/4 финала    |        |           |                              |
| 1993-94 | Высшая лига  | 16    | 34  | 9  | 6  | 19 | 26 | 49 | 24 | 1/8 финала    |        |           |                              |
| 1994-95 | Высшая лига  | 9     | 34  | 11 | 10 | 13 | 47 | 42 | 43 | 1/8 финала    |        |           |                              |
| 1995-96 | Высшая лига  | 5     | 34  | 16 | 4  | 14 | 49 | 42 | 52 | 1/4 финала    |        |           |                              |
| 1996-97 | Высшая лига  | 8     | 30  | 12 | 5  | 13 | 48 | 44 | 41 | Полуфинал     |        |           |                              |
| 1997-98 | Высшая лига  | 9     | 30  | 10 | 7  | 13 | 40 | 44 | 37 | 1/8 финала    |        |           |                              |
| 1998-99 | Высшая лига  | 8     | 30  | 12 | 6  | 12 | 46 | 43 | 42 | 1/16 финала   |        |           |                              |
| 1999-00 | Высшая лига  | 6     | 30  | 12 | 8  | 10 | 43 | 35 | 44 | Полуфинал     |        |           |                              |
| 2000-01 | Высшая лига  | 8     | 26  | 8  | 8  | 10 | 27 | 31 | 32 | 1/8 финала    |        |           |                              |
| 2001-02 | Высшая лига  | 4     | 26  | 11 | 7  | 8  | 25 | 22 | 40 | 1/8 финала    |        |           |                              |
| 2002-03 | Высшая лига  | 15    | 30  | 6  | 8  | 16 | 22 | 41 | 26 | 1/16 финала   | КУЕФА  | 1-й раунд |                              |
| 2003-04 | Высшая лига  | 11    | 30  | 8  | 8  | 14 | 26 | 40 | 32 | 1/4 финала    |        |           |                              |
| 2004-05 | Высшая лига  | 10    | 30  | 8  | 11 | 11 | 25 | 32 | 35 | 1/8 финала    |        |           |                              |
| 2005-06 | Высшая лига  | 8     | 30  | 11 | 6  | 13 | 32 | 40 | 39 | Финалист      |        |           |                              |
| 2006-07 | Высшая лига  | 7     | 30  | 10 | 10 | 10 | 25 | 32 | 40 | 1/16 финала   | КУЕФА  | 2-й раунд |                              |
| 2007-08 | Высшая лига  | 9     | 30  | 9  | 9  | 12 | 24 | 32 | 36 | 1/16 финала   |        |           |                              |
| 2008-09 | Премьер-лига | 7     | 30  | 12 | 9  | 9  | 29 | 30 | 45 | 1/16 финала   |        |           |                              |
| 2009-10 | Премьер-лига | 9     | 30  | 10 | 5  | 15 | 31 | 48 | 35 | 1/4 финала    |        |           |                              |
| 2010-11 | Премьер-лига | 16    | 30  | 6  | 6  | 18 | 18 | 40 | 24 | 1/4 финала    |        |           | Вылет в Первую лигу          |
| 2011-12 | Первая лига  | 2     | 34  | 24 | 4  | 6  | 77 | 32 | 76 | 1/4 финала    |        |           | Выход в Премьер-лигу Украины |
| 2012-13 | Премьер-лига | 16    | 30  | 1  | 8  | 21 | 12 | 64 | 11 | 1/16 финала   |        |           |                              |
| 2013-14 | Премьер-лига | 14    | 28  | 2  | 6  | 20 | 19 | 54 | 12 | 1/8 финала    |        |           |                              |
| 2014-15 | Премьер-лига | 7     | 26  | 6  | 8  | 12 | 20 | 40 | 26 | 1/8 финала    |        |           |                              |
| 2015-16 | Премьер-лига | 14    | 18  | 0  | 3  | 15 | 7  | 50 | 3  | 1/16 финала   |        |           | Ликвидация клуба             |
| 2016    | ААФУ         | 3     | 6   | 2  | 2  | 2  | 5  | 6  | 8  |               |        |           | Возрождение клуба            |

В 1998—2012 годах во Второй лиге играла команда «Металлург-2» Запорожье, в сезонах 2003/04 и 2005/06 занимала 3-е место в своей группе.
В сезоне-2000/2001 во Второй лиге также участвовала команда «СДЮШОР-Металлург» Запорожье.

## Тренеры
| - Борис Войтенко (1935) - Григорий Балаба (1951—1952) - Георгий Глазков (1953—1954) - Михаил Чуркин (195? — июнь 1961) - Сергей Коршунов (июль 1961—1962) - Абрам Лерман (1963—1965) - Леонид Родос (1965) - Сергей Коршунов (1967—1969) - Виктор Лукашенко (1970 — март 1971) - Пётр Ступаков (август — сентябрь 1972) - Виктор Жилин (сентябрь — декабрь 1972) - Юрий Захаров (1973) - Григорий Вуль (1974) - Виктор Фомин (1975) - Йожеф Беца (1976—1978) - Александр Гулевский (1979—1980) - Юрий Захаров (1981) - Александр Томах (1981—1988) - / Игорь Надеин (1988 — ноябрь 1992) | - Янис Скределис (январь — сентябрь 1993) - Григорий Вуль (октябрь — декабрь 1993) - Анатолий Куксов (январь — август 1994) - Александр Томах (сентябрь 1994 — март 1998) - Леонид Ключик (март 1998, и. о.) - Александр Штелин (апрель 1998 — март 1999) - Мирон Маркевич (апрель 1999 — май 2001) - Владимир Атаманюк (июнь — июль 2001) - Олег Таран (июль 2001 — сентябрь 2002) - Олег Лутков (сентябрь — октябрь 2002) - Игорь Надеин (ноябрь — декабрь 2002) - Иван Каталинич (январь — июнь 2003) - Михаил Фоменко (июль — декабрь 2003) - Анатолий Юревич (февраль — май 2004) - Сергей Боровский (май — июнь 2004) - Валерий Яремченко (июль 2004 — июль 2005) - Анатолий Чанцев (июль — сентябрь 2005) - Вячеслав Грозный (сентябрь 2005 — май 2006) - Сергей Ященко (июль 2006 — апрель 2007) | - Анатолий Чанцев (апрель 2007 — ноябрь 2008) - Юрий Вернидуб (август — сентябрь 2008], и. о.) - Олег Лутков (ноябрь 2008 — сентябрь 2009) - Владимир Ходус (сентябрь — октябрь 2009, и. о.) - Роман Григорчук (октябрь — ноябрь 2009) - Владимир Ходус (ноябрь — декабрь 2009, и. о.) - Роман Григорчук (декабрь 2009 — май 2010) - Олег Лутков (июнь 2010 — май 2011) - Григорий Негирёв (май 2011, и. о.) - Сергей Зайцев (июнь 2011 — май 2012) - Анатолий Бузник (13.06.2012 — 13.07.2012) - Сергей Ковалец (24.07.2012 — 06.09.2012) - Виталий Кварцяный (06.09.2012 — 31.12.2012) - Сергей Зайцев (январь 2013 — 29.05.2013) - Сергей Пучков (10.06.2013 — 28.10.2013) - Олег Таран (28.10.2013 — 7.11.2014) - Александр Томах (7.11.2014 — 24.02.2015, и. о.) - Анатолий Чанцев (24 февраля — декабрь 2015) |